# Enetai
Enetai ist ein Census-designated place im Kitsap County im US-Bundesstaat Washington. Die Volkszählung von 2020 erfasste 2497 Einwohner. Der CDP wurde im Jahr 2020 erstmals vom Census erfasst. Enetai bedeutet "hinüber", "auf der anderen Seite".

## Lage
Der Ort liegt nordöstlich der Nachbargemeinde Bremerton am Port Orchard gegenüber von Bainbridge Island auf einer Höhe von 86 Metern über dem Meeresspiegel. Von 2,8 km² Fläche sind 2,7 km² Wasser und 0,1 km² Land.